# Patrimonio

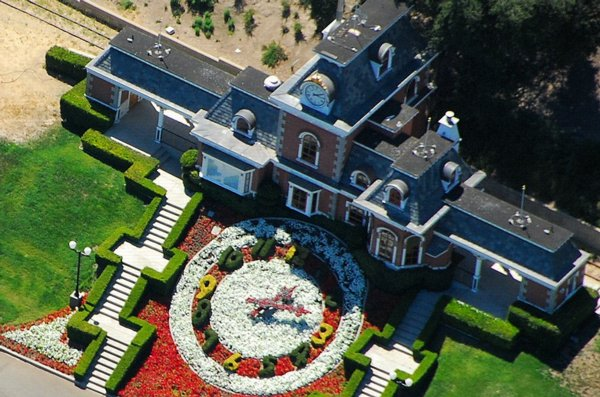
Rancho Neverland propiedad que perteneció al cantante Michael Jackson, el patrimonio según el programa The Tonight Show estimó que el rancho Neverland estaba valorado en aproximadamente USD $120 millones, aunque la revista Forbes estima que la propiedad puede valer mucho más que eso.

El patrimonio es el conjunto de bienes, derechos, cargas y obligaciones, pertenecientes a una persona natural o una persona jurídica.

## Definición jurídica
En el ámbito legal es definido como «el conjunto de relaciones jurídicas pertenecientes a una persona, que tienen una utilidad económica y por ello son susceptibles de estimación pecuniaria, constituidas por deberes y derechos» (activos y pasivos). Desde este punto de vista, al valor de un bien patrimonial se le descontará el valor de las cargas que se hallen gravándolo. Desde el punto de vista registral el patrimonio es aquel bien inmueble parte del patrimonio familiar que pasa de generación en generación.

## Otros tipos de patrimonio
En referencia a personas reales —y desde un punto de vista de uso amplio, menos preciso del término— “lo heredado”o generalmente se refiere a los bienes y derechos a los que los individuos acceden como miembros de alguna comunidad. Así, por ejemplo, se suele hablar del patrimonio como la herencia debido a la pertenencia a una familia. Pero también hay “patrimonios” a los cuales los individuos tienen acceso como miembros de comunidades más amplias, tales como los patrimonios regionales o nacionales (por ejemplo: el patrimonio industrial, el Patrimonio Nacional, el patrimonio histórico de cada país o cultura (véase la página de desambiguación correspondiente: patrimonio histórico), pero además hay los denominados patrimonios culturales (véase también Patrimonio Cultural Inmaterial, patrimonio arquitectónico, etcétera) e incluso patrimonio de la humanidad.

## Origen y evolución del término
La palabra patrimonio viene del latín patri (‘padre’) y monium (‘recibido’), que significa «lo recibido por línea paterna».
El concepto de patrimonio se remonta al derecho romano temprano (durante la República romana), periodo en el cual era la propiedad familiar y heredable de los patricios (de pater, ‘padre’) que se de generación a generación y a la cual todos los miembros de una gens o familia amplia tenían derecho.
A pesar de que el dominio —entendido como derecho sobre la esencia de la cosa, es decir, el derecho absoluto sobre ella— sobre esa propiedad no era de ningún individuo en particular, sino de la familia como tal a través de las generaciones, en ese periodo se entendía que estaba bajo el control o administración del pater familias, quien podía disponer de los bienes libremente pero estaba bajo la obligación de preservarla y aumentarla en la medida de lo posible: Guillermo Borda resume la situación así: «El pater familiae preside una comunidad constituida por su mujer, hijos, parientes y esclavos. Tenía sobre todos poder de vida y muerte... Era el dueño de todos los bienes familiares y disponía libremente de ellos, quienquiera los hubiera adquirido con su trabajo».
Así, por ejemplo, Procopio de Cesarea escribe (alrededor del 540 DC): «Pero mientras esas cosas sucedían como lo he explicado, Teodato fue denunciado frente a Amalasunta por numerosos tuscanos, quienes afirmaron que él había hecho violencia a todos los habitantes de esa región, habiéndose, sin causa, apropiado de sus estados, tomando no solo los privados pero especialmente aquellos que pertenecían a la familia real, lo que los romanos están acostumbrados a llamar “patrimonio”».
Ese doble —y más bien confuso— sentido del término se mantuvo en la tradición legal hasta aproximadamente la promulgación del Código Napoleónico. Si bien el código mismo trata el concepto de manera superficial, es la perspectiva —fuertemente influenciada por la visión liberal— desde la que el término adquirió su connotación de propiedad individual. La “ruptura” con la concepción tradicional de patrimonio fue tal que algunas autoridades trazaron el origen del concepto a este momento.
Dado que las disciplinas sociales modernas tienden a considerar el patrimonio como un conjunto de derechos, esa “teoría del patrimonio” tiende a referirse a derechos más que a cosas: patrimonio es «el conjunto de derechos y obligaciones de una persona jurídica».

### El coleccionismo como la primera etapa del patrimonio
En la antigüedad el concepto de patrimonio no tenía un valor formal o estético como aquel al que estamos acostumbrados, sino que se caracterizaba por su singularidad y excentricidad. Las formas de conseguir estos objetos eran ya fuese por viajes, intercambios y, también, a partir de los botines obtenidos durante expediciones o guerras siendo estos considerados más como una posesión y cada uno teniendo un valor distinto debido a la posibilidad que ofrecía de aumentar el conocimiento y no tanto por su estética o su belleza, que no eran lo más importante.
Esto cambiaría durante el período helenístico cuando los poseedores de botines empezaron a plantearse de otra manera el almacenamiento de estos: a partir de entonces los objetos fueron mantenidos según su valor artístico, y el que este fuera primado por encima de los meros criterios económicos hizo que se transformaran en colecciones que poseían una selección cuidadosa y ordenada.

## Características jurídicas del patrimonio
Desde el punto de vista más simple, explícito en muchas legislaciones a partir del Código Napoleónico, considerando el patrimonio ya sea como la herencia de un individuo o como su propiedad, el patrimonio solamente abarca elementos capaces de ser evaluados monetariamente o de apreciación pecuniaria. Así, existen derechos extrapatrimoniales, como lo son el derecho a la vida, a la libertad, al voto, etc, que, a pesar de ser ejercidos individualmente, no son de propiedad individual propiamente tal, razón por la cual el sujeto no puede disponer de ellos como sí lo puede hacer con los bienes de su patrimonio.
Es a partir de esta concepción como en algunos países se aplica el llamado impuesto sobre el patrimonio. Desde este punto de vista el patrimonio se compone de un activo y un pasivo:

## Pasivo
Sobre el pasivo patrimonial recaen las obligaciones, deudas y cargas en general. Este pasivo es respaldado por los activos que forman parte del patrimonio. Así, por ejemplo, en una sucesión mortis causa, los herederos reciben un patrimonio, que si incluye deudas no satisfechas y exigibles, deben satisfacerlas.

## Teoría del patrimonio
La mayoría de los autores trazan el origen de la teoría del patrimonio a la obra de Aubry y Rau de 1873. Ellos definen patrimonio como “el conjunto de relaciones jurídicas valorables en dinero, que son los activos o pasivos de una misma persona, y que se considera una universalidad jurídica” (“l’ensemble des rapports de droit appréciables en argent, qui ont pour sujet actif ou passif une même personne et qui sont envisagé comme formant une universalité juridique”).
Lo anterior implica varias cosas: Cada persona tiene un patrimonio (es, por decirlo así, una característica o atributo universal de las personas) y ese patrimonio es individual, único, indivisible. Sigue que el patrimonio como tal es diferente a lo que lo constituye (el patrimonio es como una bolsa, cuyo contenido son derechos de propiedad, etc.). Sigue también que no todos los derechos o bienes de una persona son patrimoniales (solo aquellos capaces de ser evaluados monetariamente). Finalmente, la mayoría de las autoridades que adoptan esta posición entienden los derechos desde el punto de vista subjetivo. (ver Derecho subjetivo). Consecuentemente muchos autores se refieren a esta percepción como la concepción subjetiva del patrimonio (a diferencia del patrimonio objetivo).
La teoría del patrimonio considera que el patrimonio es independiente de los bienes que una persona posea. Inclusive, una persona puede no tener ningún bien, y aun así, tiene un patrimonio. Es, en otras palabras, una aptitud para poseer, de tal forma que el patrimonio de una persona también incluye derechos de propiedad futuros.
Los bienes de la persona forman un todo unitario que responde por las obligaciones que esta haya contraído, es decir, cuando una persona se obliga, obliga a la masa de bienes. El mejor ejemplo del resultado práctico de esta definición de patrimonio es el caso de los acreedores quirografarios. Desde este punto de vista se considera que el acreedor quirografario tiene un derecho personal sobre el patrimonio del deudor, pero no sobre los bienes. El deudor puede enajenar todos sus bienes y sustituirlos por otros totalmente distintos, y el acreedor no puede hacer nada para evitarlo, pero cualquiera que sean esos bienes, el acreedor continúa manteniendo su derecho. Así, el acreedor quirografario tiene un derecho personal sobre el patrimonio del deudor, pero no puede disponer sobre sus bienes (salvo un acto simulado con la intención por parte del deudor de perjudicarle).

### Vinculación a la personalidad jurídica
El patrimonio es una consecuencia de la personalidad. Los elementos tanto del activo como del pasivo se hallan sometidos a las disposiciones de una única voluntad: las de la persona titular. De esta premisa se desprenden tres principios:
- Solo las personas pueden tener patrimonio: esto acapara tanto las personas físicas como las jurídicas.
- Toda persona tiene un patrimonio: con la separación de los bienes del patrimonio, se llega a la conclusión que toda persona tiene un patrimonio, cuyos contenidos varían. El patrimonio no es más que una potencialidad adquisitiva que toda persona tiene.
- La relación entre persona y patrimonio no consiste en un derecho. La persona es titular de su patrimonio, pero no tiene sobre él derechos de disposición. Una persona no puede, por ejemplo, transmitir su derecho a adquirir bienes en el pasado.

### Caracteres derivados

#### Intransmisibilidad del patrimonio
- Transmisión mortis causa: cuando el sujeto muere, se extingue la personalidad titular del patrimonio. Es decir, el patrimonio se desvincula de la persona, transmitiéndose a los herederos, y que actúan como una extensión de su personalidad. Así, en la sucesión no se dispone sobre los bienes y las obligaciones del muerto, sino sobre todo su patrimonio en general.

- Transmisión inter vivos: la cesión del patrimonio inter vivos queda prohibida, pues como se expuso anteriormente, el patrimonio es una característica de la personalidad.

#### Indivisibilidad del patrimonio
Siendo la personalidad indivisible y el patrimonio una emanación de aquella, una persona únicamente puede tener un patrimonio.

#### Inembargabilidad del patrimonio
Bajo el mismo criterio anterior, el patrimonio es inembargable. Sería absurdo considerar el embargo a una persona de su potencial de adquirir derechos y obligaciones de apreciación pecuniaria futuras.

### Crítica a la teoría del patrimonio
Algunos autores aceptan la definición de patrimonio como "conjunto de bienes de una persona". Es decir, definen al patrimonio como la agrupación de bienes y no como un carácter de la personalidad de todo individuo. Alegan, además, que la distinción entre bienes y patrimonio no es útil en la práctica.
Entre esas críticas, una de las más interesantes es la derivada de la obra de Henri Capitant y Léon Duguit, que se puede resumir de la siguiente manera: si aceptamos que las asociaciones o empresas poseen un patrimonio, tenemos que aceptar que ese patrimonio es diferente o distinto del de los individuos que componen esa asociación o empresa (en el sentido que ninguno de esos individuos como tales puede disponer libremente de ese patrimonio social y que obligaciones sobre ese no recaen u obligan la totalidad de los derechos de propiedad de los socios. Conversamente, las deudas u obligaciones de los individuos no recaen sobre el patrimonio de la sociedad): ese patrimonio pertenece a la sociedad como individuo moral o jurídico. Pero esa existencia es solo una ficción y las ficciones no pueden poseer nada. En realidad, ese patrimonio pertenece a los individuos que forman esa sociedad. Sigue entonces que esos individuos pueden tener diferentes patrimonios (entendido como "conjuntos de bienes"): el personal y el "asignado", "dedicado" o "afectado" a diferentes propósitos, sociedades o empresas.
El desarrollo lógico de esta idea lleva naturalmente a la negación completa de la ficción legal de la “persona jurídica” y su reemplazo con la concepción más simple que no es el caso -estrictamente- que los bienes o derechos de tal persona jurídica “pertenecen a todos y no pertenecen a nadie” sino que pertenecen al fin al que están dedicados (el propósito de la asociación). Por ejemplo, no es el caso que una “persona jurídica” tenga el derecho a disponer libremente de bienes o derechos que le han sido asignados, sino que ese patrimonio está dedicado a un fin determinado: esos bienes o derechos están dedicados (afectados) a ese fin. En otras palabras, se puede alegar que lo que tiene un derecho a protección legal es ese fin o propósito en particular. Alois von Brinz específicamente substituye la tesis de la persona jurídica y la reemplaza con una percepción del patrimonio llamada en francés «patrimoine d'affectation»; generalmente traducida al castellano como patrimonio de afectación o, a veces, como "patrimonio fiduciario" o también “patrimonio fin” o incluso como patrimonio objetivo. En contraste a esas teorías, Brinz (teoría del “patrimonio fin”) entiende que los derechos de las personas jurídicas, hablando rigurosamente, no pertenecen “a nadie” sino más bien pertenecen solo con una finalidad final.

## El patrimonio objetivo
Es a partir de las observaciones mencionadas como algunos autores, principalmente Alois von Brinz y Ernst I. Bekker desarrollaron la llamada teoría del patrimonio objetivo: “Los autores alemanes observaron que el criterio común que hacía considerar las “universalidades” era una finalidad común, y por ello las calificaron como “patrimonio de afectación” (Zwechvermogen), patrimonios objetivos, sin vinculación con persona alguna. Teniendo en consideración la concepción filosófica de Rudolf von Ihering de que el derecho es un interés jurídicamente protegido, es posible admitir que el ordenamiento jurídico puede pretender proteger, además de las personas, ciertas finalidades u objetivos, y por ello no es difícil aceptar que, en torno a esas finalidades, puedan agruparse también, entienden los derechos desde el punto de vista objetivo (véase Derecho objetivo). Sin embargo, hay matices entre las diferentes autoridades acerca de las implicaciones de la teoría.
Se ha argumentado que la sugerencia de Brinz posibilita o justifica las sociedades de responsabilidad limitada. Es necesario sin embargo considerar que Brinz —como pandectista— basó sus observaciones en un caso de la ley romana: el de las fundaciones o sociedades sin ánimo o fines de lucro. Sin perjuicio que tales sugerencias establezcan el principio del reconocimiento legal de sociedades de capital social en un sentido estrictamente comercial, la concepción es capaz de interpretaciones más amplias, lo que ha establecido la base legal de la existencia de “sociedades altruistas”, aquellas que no tienen por objeto obtener ganancia para ellas sino para otros (los beneficiarios siendo ya sea quienes los socios designen o los socios mismos (ver, por ejemplo: mutualismo (movimiento)). Esto ha ocasionado a su vez que algunos equiparen tales sociedades al de la concepción anglosajona del Trust, pero no todas las autoridades están de acuerdo en que tal equivalencia sea correcta.